# Roerich-Museum
Das Roerich-Museum (russisch Музей Рерихов Musei Rerichow) ist ein Museum in Moskau, das dem Leben und den Kunstwerken der Familie Roerich gewidmet ist.
Von 1989 bis 2019 befand es sich im Lopuchin-Gutshaus, das im 17. und 19. Jahrhundert erbaut wurde. Seit 2019 befindet es sich im WDNCh Pavillon 13 (früher der Pavillon des „Gesundheitswesens“). Das Museum beherbergt eine der größten Sammlungen von Gemälden von Nicholas Roerich und Svetoslav Roerich in Russland sowie die größte Archivsammlung Russlands über die Aktivitäten der Familie Roerich.
Zu Beginn verfügte das Museum über eine Sammlung der Sowjetischen Roerich-Stiftung und wurde vom Internationalen Roerich-Zentrum verwaltet. Die erste Ausstellung wurde am 12. Februar 1993 eröffnet. Seit 2016 ist es eine Außenstelle des Orientmuseums.